# 벡터 행렬
벡터 행렬은  열 벡터와 행 벡터를 아울러 가리킨다.
선형 대수학에서 , 열 벡터(vector) 또는 열 행렬  m × 1 행렬은 , 즉  m 원소들의 단일 열행렬 이고,
{\displaystyle \mathbf {x} ={\begin{bmatrix}x_{1}\\x_{2}\\\vdots \\x_{m}\end{bmatrix}}\,}
마찬가지로, 행 벡터 또는 행 행렬  1 × m 행렬은 그 원소들 m의 단일 행  행렬 이다
{\displaystyle \mathbf {x} ={\begin{bmatrix}x_{1}&x_{2}&\dots &x_{m}\end{bmatrix}}\,}
행 벡터의 전치 행렬(T로 표기)은  열 벡터이고,
{\displaystyle {\begin{bmatrix}x_{1}\;x_{2}\;\dots \;x_{m}\end{bmatrix}}^{\rm {T}}={\begin{bmatrix}x_{1}\\x_{2}\\\vdots \\x_{m}\end{bmatrix}}\,}
마찬가지로, 열 벡터의 전치 행렬(T로 표기)은  행 벡터이다.
{\displaystyle {\begin{bmatrix}x_{1}\\x_{2}\\\vdots \\x_{m}\end{bmatrix}}^{\rm {T}}={\begin{bmatrix}x_{1}\;x_{2}\;\dots \;x_{m}\end{bmatrix}}\,}
모든 행 벡터 집합은 행 공간이라는 벡터 공간을 형성하며, 마찬가지로 모든 열 벡터 집합이 열 공간이라는 벡터 공간을 형성한다.
차원의 행과 열의 공간은 행 또는 열 벡터의 엔트리의 수와 동일하다.
열 공간은 행 공간에 대한 이중 공간으로 볼 수 있다. 열 벡터 공간에서 선형 함수가 특정 행 벡터를 갖는 내적공간으로 고유하게 나타낼 수 있기 때문이다.

## 행벡터와 열벡터의 연산
벡터 행렬에서,
행 벡터를  {\displaystyle 1\times m}행렬 , 즉{\displaystyle m}의 단일 행으로 구성된 행렬이고,
마찬가지로, 열 벡터를  {\displaystyle m\times 1} 행렬, 즉, {\displaystyle m} 열의 단일 열로 구성된 행렬로 예약해보면,
행(row)벡터(vector)는
{\displaystyle {\begin{bmatrix}1&2&\cdots \end{bmatrix}}} 이고
또는 열(column)벡터는
{\displaystyle {\begin{bmatrix}1\\2\\\vdots \end{bmatrix}}} 일때,
{\displaystyle 1\times 1\;matrix}
{\displaystyle {\begin{bmatrix}1&2\end{bmatrix}}\cdot {\begin{bmatrix}a\\b\end{bmatrix}}={\begin{bmatrix}1a+2b\end{bmatrix}}}
{\displaystyle {\begin{bmatrix}a&b\end{bmatrix}}\cdot {\begin{bmatrix}1\\2\end{bmatrix}}={\begin{bmatrix}a1+b2\end{bmatrix}}}
{\displaystyle 1\times 2\;matrix}
{\displaystyle {\begin{bmatrix}1&2\end{bmatrix}}\cdot {\begin{bmatrix}a&c\\b&d\end{bmatrix}}={\begin{bmatrix}1a+2b&1c+2d\end{bmatrix}}}
{\displaystyle {\begin{bmatrix}1&2&3\end{bmatrix}}\cdot \;\;{\begin{bmatrix}a&d\\b&e\\c&f\end{bmatrix}}={\begin{bmatrix}1a+2b+3c&1d+2e+3f\end{bmatrix}}}
{\displaystyle 2\times 1\;matrix}
{\displaystyle {\begin{bmatrix}a&b\\c&d\end{bmatrix}}\cdot {\begin{bmatrix}1\\2\end{bmatrix}}={\begin{bmatrix}a1+b2\\c1+d2\end{bmatrix}}}
{\displaystyle {\begin{bmatrix}a&b&c\\d&e&f\\g&h&i\end{bmatrix}}\cdot \;\;{\begin{bmatrix}1\\2\\3\end{bmatrix}}={\begin{bmatrix}a1+b2+c3\\d1+e2+f3\\g1+h2+i3\end{bmatrix}}}
{\displaystyle A=l\times m\;matrix,\;B=m\times n\;matrix\;} 일때,
{\displaystyle A\;matrix\;\cdot \;B\;matrix}벡터 연산시 행({\displaystyle A}의{\displaystyle m})의 원소 수와 열({\displaystyle B}의{\displaystyle m})의 원소 수는 같아야 한다.
이때, {\displaystyle A}는 행벡터들을 갖고, {\displaystyle B}는 열벡터들을 갖게 된다.
연산된 행열의 크기는 {\displaystyle A\;}의 {\displaystyle l}{\displaystyle \;,\;B}의{\displaystyle n}인 {\displaystyle l\times n\;matrix}이다.

## 같이 보기
- 그람-슈미트 과정
- 고윳값 행렬(Eigenvalue Matrix)